# المنجويون
المنجويون أو آل منجوه أسرة حكمت ظفار جنوب سلطنة عمان في القرن السادس الهجري /الثاني عشر الميلادي وكانت مدينة مرباط مقر حكمهم وعاصمة دولتهم التي امتدت إلى أطراف حضرموت الشرقية في بعض مراحلها، وعرف المنجويون بتشجيع العلماء وتجارة الخيل واللبان، واستمرت دولتهم إلى مطلع القرن السابع الهجري /الثالث عشر الميلادي عندما انتهت على يد الحبوظيون.

## من هم المنجويين؟
اختلفت المصادر التاريخية في تحديد أصل المنجويين وهويتهم التاريخية، فإبن المجاور - ت 690هـ - ذكر في تاريخ المستبصر أن مرباط كانت مرابط خيل الفرس من أهل سيراف وآخر من تولى بها منهم أولاد منجو، أما القاضي بهاء الدين الجندي - ت 732هـ - يذكر في كتاب السلوك في طبقات العلماء والملوك أن آل منجوه من قوم يقال لهم آل بُلُخ وأصلهم من مذحج، وكذلك يقول الكثيري في دلائل الاخبار في خصائص ظفار، وينسبهم المؤرخ الحضرمي محمد عوض باحنَّان إلى بني حارثة من كندة في كتابه جواهر تاريخ الأحقاف، ولعلهم قدموا من مدينة سيراف بالبَّر الفارسي أو من مدينة بلخ كما خمَّن صمويل مايلز في كتاب الخليج بلدانه وقبائله وينحدرون من أصول مذحجية أو كندية.
بينما يعتقد سكان محافظة ظفار جنوب سلطنه عمان انهم ينتمون لقبيلة المنجوي الشحرية الذين هم يعتبرون السكان الأصليين لولايه مرباط التي كانت هي عاصمه الدولة المنجوية.

## الدولة المنجوية
أول ظهور للدولة المنجوية كان في أواخر القرن الخامس الهجري /الحادي عشر الميلادي في حدود سنة 480هـ كما ذكر صالح الحامد في تاريخ حضرموت والحداد في عقود الألماس، والاحتمال أن ظهورهم كان قبل ذلك ولاة عن دولة ما حكمت المنطقة، وأول من عرف منهم هو أحمد بن منجوه أو ابن منجويه كما ذكر صاحب التعليق بحاشية كتاب صورة الأرض لإبن حوقل الذي ذكر أن أحمد بن منجويه كان حاكماً على بلاد الشحر سنة 540هـ ودار ملكه بمرباط وله أيضا مدينة ظفار وتبعد مسيرة يوم ونصف من مرباط.
وفي زمن أحمد بن محمد بن منجوه قدم إلى مرباط الإمام محمد بن علي باعلوي الملقب صاحب مرباط ومات بها سنة 556هـ.
ويذكر ابن عبيدالله السقاف في بضائع التابوت في تاريخ حضرموت أن ابن منجوه توفي سنة 573هـ وهو ما يحدده باحنان في جواهر تاريخ الأحقاف بأنها سنة وفاة أبو الأكحل أحمد بن منجوه الحارثي الكندي كما يرى، ومن المحتمل أنه توفي قبل هذا التاريخ بمدة والله أعلم.

## السلطان الأكحل محمد بن أحمد المنجوي
من أشهر حكام الدولة المنجوية وأكثرهم ذكراً في كتب التاريخ، عُرف بالأكحل لكحل بعينيه، اشتهر بالجود والسخاء ومحبة العلماء، مدحه الشاعر التكريتي العدني بقصيدة طويلة مطلعها:
عُج برسم الدار فالطللِ، فالكثيب الفرد فالأثلِ
فبمأوى الشادن الغزلِ، بين ظل الضال فالجبلِ
حتى يقول:
الإمام الطاهر النسبِ، الزكي الطيب الحسبِ
السحاب الساكب اللجبِ، الهتون العارض الهطلِ
المنجوي الهزبر إذا، ألقت الحرب العوان أذى
هو تاج والملوك حذا، بل حضيض وهو كالقللِ
ليس له مثل يماثله، لا ولا شكل يشاكله
وله فيما يحاوله، همة تعلو على زحلِ
يعطي السؤال قبل متى، سأل المضطر أو سكتا
لو جاء بعد الرسول فتى، كان حقاً خاتم الرسلِ
وكان التكريتي تاجر من أهل عدن غرقت تجارته في مركب قرب مرباط فدخلها معدماً فمدح الأكحل بقصيدته فأعطاه مركباً مشحوناً بالقماش والتجارة فلما رجع إلى عدن قبض عليه الملك سيف الإسلام طغتكين الأيوبي والي اليمن من قبل شقيقه صلاح الدين الأيوبي، وأمر بحبسه وصادر المركب لأنه قال في مدح المنجوي هو تاج والملوك حذا فلما عُرض عليه قال له: بل قلت حَذا بالفتح وليس حِذا بالكسر، فعفى عنه، ولما سمع المنجوي بخبره أرسل له مركب آخر يحفظ عند قاضي عدن لحين خروجه من الحبس فلما علم طغتكين قال: يحق لمادح هذا أن يقول فيه ما شاء.
وتروى عن الأكحل قصص في الكرم والسخاء، وفي زمانه قدم إلى مرباط الإمام محمد بن علي القلعي بعد خروجه من مدينة زبيد بسبب فتنة علي بن مهدي الرعيني سنة 554هـ وعاش محمد بن علي القلعي في مرباط وكان له الفضل في نشر المذهب الشافعي في ظفار وحضرموت ومات بمرباط سنة 577هـ وقبره مشهور بها.
وفي سنة 596هـ يذكر تاريخ شنبل وفاة محمد بن منجوه وربما يقصد الأكحل وفيها وصلت العمرو - أو القمر في نسخ أخرى - إلى الإمام عبد الله بن راشد بن شجعنة حاكم تريم مستصرخين على أهل ظفار فجهز لهم العساكر بقيادة فهد بن عبد الله بن راشد وأخذوا ظفار ثم خرجوا منها بعد سنة لخلاف وقع بينهم وبين أهل ظفار.
ويذكر ابن الأثير في حوادث سنة 600هـ مقتل الأكحل صاحب مرباط على يد محمود بن محمد الحميري والارجح أنه الحبوظي، ويقول عنه ابن الأثير أنه كان له مركب بمرباط يكريه للتجار ثم أصبح وزيرا للأكحل فلما مات الأكحل استولى على الحكم وبنى مدينة جديدة وأمر أهل مرباط بالانتقال إليها.
ويقول الجندي في السلوك أن الأكحل محمد بن أحمد المنجوي توفي بعد الستمائة على حال من التقوى والعفاف وقبره بين مرباط وظفار وكان يسمع عنده القرآن، وبعد وفاته انقلب الحبوظي على المنجويين ودخل معهم في صراع وحروب استعان فيها بالأيوبيين حكام اليمن واستمال بعض قبائل ظفار إليه ضد المنجويين الذين لم يتمكنوا من القضاء عليه وانتهت دولتهم في ظفار على يد الحبوظيين مع مطلع القرن السابع الهجري /الثالث عشر الميلادي وظهرت دولة الحبوظيون الذين قاموا ببناء عاصمة جديدة سنة 618هـ أطلقوا عليها المنصورة وعرفت بظفار الحبوظي والبليد.

## المنجويون وتشجعيهم للعلم
ظهرت في ظفار أثناء حكم الدولة المنجوية حركة علمية قوية بسبب تشجيع المنجويين للعلماء، فقد عملوا على استقدام الفقهاء والأدباء وازدهرت العلوم والمعارف في عهدهم، ومن اعلام الحركة العلمية في ظفار قي عهدهم الإمام محمد بن علي باعلوي صاحب مرباط والإمام محمد بن علي القلعي والقاضي يحيى بن أبي نصير والفقيه محمد بن أحمد بن أبي الحب والشريف عبد الله بن محمد بن علي باعلوي والفقيه أحمد بن محمد بن يحيى السبتي والشيخ تاج العارفين سعد الدين الظفاري والشيخ محمد بن علي باطحن والفقيه إبراهيم بن أبي بكر باماجد والفقيه أحمد بن علي بامحمود والشيخ علي بن عبد الله الظفاري وآخرون.
وظهرت في تلك الفترة الرباطات العلمية مثل رباط محمد بن علي صاحب مرباط ورباط محمد بن علي القلعي في مدينة مرباط، ورباط الشيخ سعد الدين الظفاري في مدينة ظفار ورباط الشيخ عثمان في جبل القمر غرب ظفار، وكانت الحركة المذهبية نشطة أيضا في ظفار في عهد المنجويين فاتسمت بتعدد المذاهب وكان للإمام محمد بن علي القلعي دور كبير في سيادة المذهب الشافعي واتخاذه مذهباً رسمياً لظفار ويتضح ذلك في كلام الشيخ محمد بن علي باطحن "وأصبحت البلاد به مذهباً واحداً وعقيدة واحدة"، وبالتأكيد كان للمنجويين الدور الأكبر والأقوى في تبني هذا المذهب والتمكين له والاحتفاء بفقهائه وأعلامه وعملوا على نشر المذهب الشافعي في ظفار في نفس الوقت الذي عمل فيه الأيوبيين على نشره في اليمن.

## النشاط التجاري عند المنجويين
اهتم المنجويون بالتجارة وتحسين الوضع الاقتصادي للبلاد، وكانت تجارة الخيل في عهدهم مزدهرة ورائجة وكانت الخيل تجلب من عمان واليمن والبحرين وتصدر من مرباط إلى الهند في المراكب ويتحدث ابن المجاور في تاريخ المستبصر بتوسع عن تجارة الخيل في ظفار ومرباط في القرن السادس الهجري وذكر طريق الخيل من العراق إلى ظفار كما ذكر أن أهل مدينة سيراف في بر فارس كان يجلبون الخيل إلى مرباط، وكانت تدر أرباحاً طائلة وكما يذكر الجندي فإن معول ملك المنجويين كان على التجارة والمواشي والخيل بينما معول ملك الحبوظيين كان على الزراعة، واستمرت تجارة الخيل إلى انقطاعها من ظفار في القرن السادس عشر الميلادي بسبب الغزو البرتغالي على المنطقة.
كذلك كانت تجارة اللبان مزدهرة في عهد المنجويين، وكانت ظفار تصدر اللبان منذ عصور قديمة قبل الإسلام وقد ذكر ذلك المؤرخين القدماء أمثال بطليموس وبلليني، كما تحدثت الأثريات الفرعونية عن بونت بلاد اللبان المقدس الذي كان مطلوباً ومغرياً للممالك القديمة كالامبراطورية الرومانية التي جردت حملة للاستيلاء على بلاد اللبان التابعة لمملكة سبأ لكن الحملة فشلت في ذلك، وفي العصور الإسلامية الأولى استمرت تجارة اللبان نشطة فقد تحدث إبن سينا في كتاب القانون في الطب عن الكندر وهو اللبان الذي كان يجلبه تجار العراق من مرباط عبر البحر.
ومن المعاصرين للمنجويين ياقوت الحموي - ت 622هـ - الذي يذكر في معجم البلدان ان مرباط فرضة ظفار أي ميناءها وكان ملكها - وهو المنجوي - يحتكر تجارة اللبان ولا يخرج إلا بإذنه، ويقول الحموي أن اللبان ينبت بجبال مرباط ومنها يصدر إلى المشارق والمغارب، وتحدث الادريسي - 580هـ - أيضا عن تجارة اللبان وتصديره من مرباط إلى سائر البلدان كما يقول.
ونستنتح من ذلك ان النشاط التجاري في عهد الدولة المنجوية في ظفار كان جيداً ومزدهراً خاصة في الخيل واللبان.

## نهاية الدولة المنجوية
انتهت دولة المنجويين في مطلع القرن السابع الهجري /الثالث عشر الميلادي في بدايات الستمائة هجرية على يد الحبوظيين، وبعد وفاة الأكحل محمد بن أحمد المنجوي لم يترك عقب يخلفه في الحكم ووقع الخلاف وفي سنة 596هـ استعانت قبيلة العمرو بالإمام عبد الله بن راشد بن شجعنة أمير تريم فجهز معهم العساكر بقيادة فهد بن عبد الله بن راشد وأخذوا ظفار لكنه خرج منها سنة 598هـ بسبب خلاف وقع بين أهل ظفار، وفي سنة 599هـ قتل جوب أو جبوب في ظفار وتولى بها رجل من العجم أدعى أنه ولد حارثة بن منجوه إلا أنه قتل سنة 605هـ وبعد صراع طويل استطاع محمد الحبوظي القضاء على حكم المنجويين وإقامة حكم الدولة الحبوظية في ظفار ومن المحتمل بقاء إمارة منجوية في مرباط قاومت بعض الوقت لكنها خضعت في الأخير لحكم الحبوظيون في منتصف القرن السابع الهجري.
ولا تزال تنسب للمنجويين آثار متفرقة في ظفار عبارة عن أبراج وأكوات وسواقي وسدود ريَّ.